# ホス探へようこそ
『ホス探へようこそ』（ホスたんへようこそ）は、立野真琴による日本の少女漫画作品。白泉社発行の『別冊花とゆめ』にて2007年から2009年まで連載された。単行本は全5巻。同社の花とゆめコミックスより刊行されている。
2008年、2009年、2012年にリーディングシアター化。2013年に舞台化。2016年、2017年にミュージカル化。
2017年より、続編となる『ホス探へようこそ〜another〜』が、白泉社発行の『花丸漫画』Vol.18から連載中。

## あらすじ
子供時代からの夢である探偵になるため、主人公・小林行（こばやし いく）は明智探偵事務所に訪れ採用されるが、そこは所長の明智（あけとも）をはじめ、全員が昼は探偵・夜はホストクラブ・レディキラーのホストというホスト兼探偵事務所だった。

## 登場人物
キャストはリーディングシアター / 舞台 / ミュージカルの順。
リーディングシアターのepisode2は「ep2」に略。ミュージカルのザ・ファーストは「1st」、ザ・セカンド/アンチ・アレスは「2nd」、ザ・サードは「3rd」に略。それぞれの初演は、ミュージカルにミュと書いて区別。

### Lady Killer（レディ・キラー）
小林 行（こばやし いく）
演 - 阿部敦（初演）、代永翼（ep2）、堀江一眞（FINAL） /  髙橋直人 / 大島崚（初演ミュ・1st・2nd・3rd）
源氏名・忍（しのぶ）。身長168cm。星座はおひつじ座。血液型はO型。童顔だが20歳。子供の頃からの夢である探偵になるため、ホスト兼業と知らずに明智探偵事務所に入所し探偵兼ホストとなる。
幼い頃に母を亡くしており、初恋の相手・響子が父親の後妻となったことから当初はあまり実家に帰りたがらなかった。腹違いの弟・涼がいる。
明智（あけとも）
演 - 中澤まさとも（初演・ep2・FINAL） / 成松慶彦 / 林野健志（初演ミュ）、五十嵐啓輔（1st・2nd）、仙石陽亮（3rd）
源氏名・明智（あけち ※読み方のみ違う）。明智探偵事務所所長兼ホストクラブ「レディ・キラー」のオーナーで店のNo.1。身長184cm。血液型はB型。星座はふたご座。かつては「いろいろな店のNo.1がそろう」と評判の、新宿・歌舞伎町のホストクラブ「DRESS」で3年間不動のNo.1で、「伝説のホスト」と呼ばれていた。不知火以下の同僚は皆「DRESS」時代の後輩で、彼の誘いに乗って移籍した。
探偵になるのが夢だったが、ビジュアルとホストとして目立ちすぎてしまったことが裏目に出て、探偵としては向かない。また両親の仲が悪く、明智本人も父親と折り合いが上手くいかなかったため家出した過去を持つ。高校教師の妹・優奈がいる。シスコン。
竜胆（りんどう）
演 - 宮下栄治（初演・ep2・FINAL） / 山口純 / 薫太（初演ミュ）、田中彪（1st・2nd・3rd）
「レディ・キラー」のNo.4。本名・金田 一（かねだ はじめ）。小林と同じ20歳。身長180cm。血液型はA型。星座はうお座。根っからのツンデレで、私生活でも仕事でも口は悪いがさりげなく優しく、面倒見も良い。中学時代は野球部。左利き。もともと探偵志望で、いつか自分の探偵事務所を持つのが夢。そのこともあってか、探偵事務所では新入りであり同じ夢を持つ小林と組むことが多い。
不知火（しらぬい）
演 - 樋口智透（初演・ep2・FINAL） / 藤岡大助 / 室龍規（初演ミュ・1st）、野田一馬（2nd）、麻宮良太（3rd）
「レディ・キラー」のNo.2。本名・迫 高雄（さこ たかお）。28歳。身長187cm。血液型はO型。星座はしし座。明智の「DRESS」での後輩のひとりで、元「アディオス」歴代No.1最長記録の持ち主。面倒見の良い兄貴系ホストで、探偵としても小林をサポートしてくれる。
バツ3で、「結婚してからもホストとして客を優先していたため、その度に妻が別のホストに貢いでは借金を作っていた」らしい。溜まりに溜まったその借金を、自身の給料で返済している。
茜（あかね）
演 - 中山真吾（初演・ep2・FINAL） / 瀬戸祐介 / 杉江優篤（初演ミュ）、麻生和平（1st・2nd）、薫太（3rd）
「レディ・キラー」のNo.3。本名の下の名前は明人（あきと）。身長182cmくらい。血液型はAB型。10月生まれで星座はさそり座。明智の後輩で、普段は温和で優しいが腹黒い一面があり、度々小林をビビらせる。元「BABY-DOOL」歴代最高売上記録保持者。不知火逮捕の騒動に、時雨と相談して一旦古巣である「DRESS」へ戻り、同僚の話を聞いて明智や黒月にまつわる詳細を確認し、報告のため戻ってくる。
実は有名な会社を経営する社長の愛人の子として生まれ、生活費の援助は受けられたもののある事情から認知はされていない。母はそれが悔しかったが、後に別の男性と結婚して現在は幸せらしい。なお、異母兄弟にあたる正妻の兄弟は成長してから彼らなりに弟を案じており、実父も彼を遺産分配の頭数に入れるよう遺言書を残している。源氏名は実父が「生まれたのが女の子だったらつける予定だった」という名。
時雨（しぐれ）
演 - 中田俊輔（初演・ep2・FINAL） / わたなべいつき / 田中彪（初演ミュ）、北村悠（1st・2nd・3rd）
「レディ・キラー」のNo.5。不思議系ホスト。身長179cmくらい。血液型はAB型。星座はやぎ座。小林曰く、「クセ者の多いレディキラーの中でも一番謎の多い男」で、乙州曰く「ゴス界のカリスマホスト」らしい。あまり表情を変えないこともあって前の店では1人浮いていたが、明智の誘いに乗った。一人の時間と黒いものと可愛いものをこよなく愛しており、最近は小林が大のお気に入り（寝ている姿を密かに携帯で撮影し、加工した画像を類友にメールするほど）。ビジュアル系が嫌い（ひとまとめに扱われることが多いため）。
小林の源氏名・忍の名付け親（偲ぶ姿がかわいいから）で、店がどのような状況になっても時雨の客（主に黒いゴスロリ服の愛好者）は減ったりしない。
タロットカードの「月」を送ると連絡を取る事ができる情報屋の一面がある（このことは小林と竜胆のみ全く知らない。また、明智は何か感づいているようで度々情報収集を任せているが、詳細は知らない模様。本人はこちらが本業のつもり）。小林を守るべく（？）自身の姿を象った「お守り」を渡したり（それに発信機が仕込まれていたことも）、探偵業用に盗聴器を調達してくるなど、実際に謎のある人物。

### Anti Ares（アンチ・アレス）
黒月（くろつき）
演 - 星野貴紀（ep2・FINAL） / 林野健志 /  鵜飼主水（初演ミュ）、林野健志（2nd）、塩川渉（3rd）
「レディ・キラー」の真向かいにオープンしたホストクラブ「アンチ・アレス」のオーナー兼No.1。身長186cm。明智とは新宿・歌舞伎町のホストクラブ「DRESS」にいた頃の同僚だが、その頃から因縁がある。「『レディ・キラー』を潰すのは自分だ」と公言しており、その為にどんな手段も厭わないが、決して卑怯な手は使わず実力で明智を潰す野望を持っている。
大牙（たいが）
演 - 瀬水暁（ep2・FINAL） / 飯田祐貴 / 佐々木陽平（2nd）、舞生ゆう（3rd）
「アンチ・アレス」のNo.2、大阪出身で当人も大阪でホストをしていた。関西のホストクラブ「雄」の元No.1。「アンチ・アレス」に来たのは黒月からの依頼。見た目はワイルド系だが、性格はそれに反し世話好きで根は優しい。何故か竜胆とは馬が合わないが、自身の客の相談を受けて探偵としての小林・竜胆に依頼を持ち込んだことや、同僚と結託して孔雀の調査を依頼しに来たことがある。
乙州（おとくに）
演 - 稲村徹（ep2・FINAL） / 小林正典 / 渡邊健太（2nd）、吉澤翼（3rd）
「アンチ・アレス」のNo.3、ビジュアル系ホスト。「黒蝶館」の元No.1。ゴス系の時雨を毛嫌いしているが、時雨に弱みを握られており迂闊な行動に出られない。時雨の情報によれば、北海道出身で、本名は佐藤一男（さとう かずお）。公称年齢は26歳だが、実年齢は29歳。
近衛（このえ）
演 - 小泉豊（ep2・FINAL） / 福井将太 / 大場優（2nd）、矢島八雲（3rd）
「アンチ・アレス」のNo.4、寡黙系ホスト。「Gabriel」の元No.1。感情表現が乏しいのが欠点。武術を一通り習っておりその腕はかなりのもの。
萌木（もえぎ）
演 - 浅利遼太（ep2・FINAL） / 山田諒 / 早川航太（2nd）、松並俊介（3rd）
「アンチ・アレス」のホスト。小林と同じ童顔ホストだが、見た目に反しヘビースモーカーで性格はかなり腹黒い。過去に黒月の命令で、新人ホストとして「レディ・キラー」に潜入したこともあった。
「バイス」を名乗る人物がインターネットの掲示板で煽った「ホスト狩り」に遭い、全治二週間の怪我を負って入院したことがある。
孔雀（くじゃく）
演 - 小田敏充（ep2・FINAL） / 矢ケ崎一樹 / 丸山正吾（3rd）
黒月が連れてきた助っ人。明智が取って代わる前の「DRESS」のNo.1だったホスト。黒月に呼ばれて来たものの、結構自分勝手に動いている。

### その他
優奈（ゆうな）
演 - 木下鈴奈（ep2） / なし / 河東杏樹（アイドルカレッジ）（2nd）
明智の妹で高校教師。24歳。星座はおうし座。性格は兄である明智に似ているが、芯はしっかりしている。ブラコン。
深雪（みゆき）
演 - 羽飼まり（FINAL） / 南伊（Nami） / 伊藤麻美（3rd）
不知火の3番目の元妻。ジャズバーで歌う駆け出しのクラブシンガー。孔雀目当てに「アンチ・アレス」に出入りするようになるが……。
榊（さかき）
演 -なし / なし / 石田達成（2nd）
元「アンチ・アレス」のホスト。歌舞伎町の「ウィンザー」の元No.1で、眼鏡をかけた知性派風。黒月に呼ばれ、「アンチ・アレス」に来た。開店後、近隣の地主であるマダム・ヨーコと「アンチ・アレス」の一行で「レディ・キラー」を訪れた際に、先走って黒月に恥をかかせてしまう。
その後、薄めたオーデコロンのアトマイザーに覚せい剤を仕込んで、密かに売っていたコトが黒月にバレ、店を追い出されるが、単行本3巻の巻末書き下ろしで、とうとう警察に御用となった。
華山（かやま）
演 - 山脇〆紀（ep2）、片柳克敏・平居正行（FINAL）※Wキャスト / 岩崎康幸 / 吉本輝海（初演ミュ）
警部。第6話初登場。黒髪を真ん中分けにして眼鏡をかけた男。明智とつながりがある。単行本3巻の書き下ろしにて、夜道でごみ拾いをしていたところを酔っ払いと勘違いされ、覚せい剤を勧めた榊を現行犯逮捕した。
組長
演 - 山根ゴウ（ep2） / 松田優 / 内堀克利（初演ミュ）
暴力団・武上組の組長。かつて明智にスカウトされたことがある美形。暴力団ではあるが、麻薬・覚せい剤の類は扱っていない。また、度々客として「レディ・キラー」を訪れる。
亜城美穂（あき みほ）
演 - Ashir（FINAL） / SATSUKI / 藍菜（3rd）
亜城建設の女社長。「DRESS」時代の黒月の常連で孔雀の本カノ。孔雀と組んで一連の「バイス事件」を起こし、「レディ・キラー」と「アンチ・アレス」の周辺の土地を再開発するべく、悪質な立ち退き要求などを行っていた。が、最後は孔雀に裏切られる。

## 書誌情報
- 立野真琴 『ホス探へようこそ』 白泉社〈花とゆめコミックス〉、全5巻
  1. 2008年5月19日発売、ISBN 978-4-592-18571-0
  2. 2008年10月17日発売、ISBN 978-4-592-18572-7
  3. 2009年3月19日発売、ISBN 978-4-592-18683-0
  4. 2009年8月19日発売、ISBN 978-4-592-18684-7
  5. 2010年2月19日発売、ISBN 978-4-592-18685-4
- 立野真琴 『ホス探へようこそ〜another〜』 白泉社〈花とゆめコミックススペシャル〉、既刊2巻（2019年8月20日現在）
  1. 2018年8月20日発売、ISBN 978-4-592-21799-2
  2. 2019年8月20日発売、ISBN 978-4-592-22706-9

## リーディングシアター
宮下栄治を主宰としたLK VI（現在は「Lit Klatch」）プロデュースによるリーディングシアター『ホス探へようこそ』が公演された。
主要キャストは、「#登場人物」の項を参照。
リーディングシアター『ホス探へようこそ』
2008年11月29日、四谷Live inn Magic。脚本は玉木良幸、演出は山根ゴウ。1巻order2をベースとした内容。
主要以外のキャスト：理恵子 - 王賀奈緒、ユキ - 木下鈴奈、管理人 - 稲村徹、ほか

リーディングシアター『ホス探へようこそ episode2』
2009年10月3日、南大塚ホール。脚本は新谷龍司(AKATSUKI project)、演出は山根ゴウ。アンチ・アレスの登場がメイン。
主要以外のキャスト：君香 - 王賀奈緒、マイ - 羽飼まり、サトシ - 若田正直、ほか

リーディングシアター『ホス探へようこそ FINAL』
2012年1月7日・8日、中野ザ・ポケット。脚本：櫻井司（グラフィニカ）、演出：新谷龍司（AKATSUKI project）。
主要以外のキャスト：サトシ - 若田正直、菖蒲 - 葵海人、ほか

## 舞台
舞台『ホス探へようこそ』が2013年1月23日から27日にかけて上野ストアハウスで公演された。演出は加藤真紀子、脚本は菅野臣太朗。
主要キャストは、「#登場人物」の項を参照。
主要以外のキャスト
- 華子 - 君香／堀まゆみ※Wキャスト
- さおり - 西舘さをり
- ゴールド･ローズ蓉子 - 谷口千明
- キャッスル和枝 - 浅見静江
- 菖蒲 - 福島彰吾
- アンサンブルキャスト - 鈴木薫、井上和茂、斉藤勇太、澤拓実

## ミュージカル

### 初演（The Last Valentine）
ミュージカル『ホス探へようこそ The Last Valentine』のタイトルで、2016年2月、新宿シアターサンモールで公演。脚本・演出は、まつだ壱岱。
原作の完結後のドラマを描いた。
キャスト
- 香夜 - 吉田宗洋
- マリィ - 梅田悠
- 日陽 - 菅沼もにか
- 火虎 - 山﨑勝之
- 月 - 今田竜人
- 星 - 横田凌一
- 竜 - 小栗諒
- アイリス - 安藤遥
- アネモネ - 相田瑠菜
- デイジー - 河東杏樹（アイドルカレッジ）
- 日陽の母 - すずきぺこ

### ザ・ファースト
ミュージカル『ホス探へようこそ ザ・ファースト』のタイトルで、2016年6月、横浜O-SITEで公演。脚本・演出は、天野まり（劇団M.M.C）。
原作1巻からのストーリー。
キャスト
- 華子 - 田代さやか
- 理恵子 - 山本美紀子
- 蓉子 - 森咲智美
- ユキ - 山下聖良
- もえ - 真島なおみ
- しん - 大場優
- ゆかり - 最上みゆう
- かず - 梅田祥平
- きえ - 上谷愛
- まりえ／司書 - 出口麻里
- あゆみ - 水口可菜
- アンサンブルキャスト - 大森将

### ザ・セカンド/アンチ・アレス
ミュージカル『ホス探へようこそ 〜ザ・セカンド/アンチ・アレス〜』のタイトルで、2016年8月、横浜O-SITEで公演。脚本・演出は、天野まり（劇団M.M.C）。
キャスト
- 小林真美 - 田代さやか
- 小林響子 - 山本美紀子
- 平口美奈子 - 山下聖良
- 麻耶 - 真島なおみ
- 小林将人 - 原寿彦
- 絵美里 - 美也
- 実加 - 上谷愛
- 和 - 梅田祥平
- 尚 - 大森将

### ザ・サード
ミュージカル『ホス探へようこそ ザ・サード』のタイトルで、2017年7月、新宿村LIVEで公演。脚本・演出は、天野まり（劇団M.M.C）。
キャスト
- 刑事 - 園部啓一
- マダム・ヨ―コ/シンガ―エリ - Setsuko
- 華子 - 橘レイア
- 菖蒲 - 西嶋悠
- 亜城建設社員 - 宮崎貴宜、永井剛生
- ホール係 - 大森将
- ホール係 - 増田智彦
- ゆう子ママ - 美也
- 看護婦 - 鎌田みさき
- ホストクラブ客 - 此処なつ、 新里菜摘

## イベント
ミュージカルの開催を祝したイベントで、出演者を招いた。「祝レディーキラー豊川店 ですって…」では原作者たちのトークもあった。
ホス探へようこそ ザ・ファースト 前夜祭
2016年5月29日、横浜O-SITE。
ホス探へようこそ 〜祝レディーキラー豊川店 ですって…〜
2016年9月22日、豊川市御津文化会館 ハートフルホール。東三河演劇フェスティバル2016の特別企画。